# Sint-Annakerk ('s-Hertogenbosch)
De Sint-Annakerk, of kortweg Annakerk, is een voormalige parochiekerk in de Noord-Brabantse stad 's-Hertogenbosch. Het gebouw is gelegen aan de Boschmeersingel 26.

## Geschiedenis
In 1936 werd in Deuteren de Annaparochie opgericht. Deze werd bediend door de Paters Maristen. De kerk stond op de plaats waar later het Jeroen Bosch Ziekenhuis verrees.
De wijk De Schutskamp werd in de jaren '60 van de 20e eeuw gebouwd en ligt ten westen van de stadskern. Omdat de oude Annakerk erg excentrisch gelegen was ten opzichte van de nieuwe wijk, werd in 1964 een noodkerk in gebruik genomen die lag aan de Oude Vlijmenseweg. Deze kerk werd in 1972 gesloopt.
In 1971 werd hier de definitieve Sint-Annakerk in gebruik genomen, ontworpen door E.M.R. Finken. Het betrof een eenvoudige doosvormige zaalkerk met een bescheiden klokkenruiter in metaalprofiel. In 1999 fuseerden een drietal parochies, waaronder de Annaparochie, tot de Emmaüsparochie. De Annakerk was de enige kerk die nog in gebruik bleef. In 2000 vonden er verbouwingswerkzaamheden plaats, waarbij een stiltekapel en een parochiecentrum tot stand kwam.
De Annakerk werd in 2023 uiteindelijk onttrokken aan de eredienst. De kerk was in 2022 al verkocht en er zouden woon-zorgappartementen verrijzen.